# خالد توحيد
خالد توحيد هو لاعب إماراتي من (مواليد 16 فبراير 2004)، يلعب في مركز حراسة المرمى يلعب مع نادي الشارقة حيث تدرج في فئاته منذ عام 2020م.
استدعي لتمثيل المنتخب الإماراتي الأولمبي للمشاركة في بطولة غرب آسيا للمنتخبات تحت 23 سنة. 